# Gotra luctuosa
Gotra luctuosa is een insect uit de familie van de gewone sluipwespen (Ichneumonidae). De wetenschappelijke naam van de soort werd in 1846 gepubliceerd door Brulle.